# Ювелірний дім Болін
Ювелірний дім Болін («Болін і Ян», «Болін К. Е.») — ювелірна фірма, а також династія ювелірів, які працювали в Російській імперії з першої половини XIX століття до 1917 року. Постачальник Двору Його Імператорської Величності.
Ювелірним домом Болін на замовлення імператорської сім'ї було вироблено безліч унікальних дорогоцінних виробів, серед яких діадеми "Російська красуня" і "Володимирська тіара", а також Імператорська вінчальна корона 1884 року.
В даний час члени сім'ї Болін володіють фірмою W.A. Bolin, що знаходиться в Стокгольмі.

## Історія
Історія ювелірного дому Болін бере свій початок в кінці XVIII століття. У 1790 році в Петербург із Саксонії прибув діамантових справ майстер Крістоф-Андреас Ремплер, що згодом став оцінювачем Імператорського Кабінету Романових. і придворним ювеліром при імператорах Павла I і Олександра I. У 1809 році Ремплера з родиною взяв російське підданство під ім'ям Андрій Григорович. Дві дочки Ремплера, Софія і Катерина-Ернестіна, вийшли заміж за ювелірів.
Після смерті Ремплера в 1826 році його справою завідував його зять — німець Готтліб Ернст Ян, одружений на Софії. З 1831 Ян вів справи з приїжджим шведським ювеліром Карлом Едуардом Боліним, за якого в 1834 році вийшла заміж інша дочка Ремплера, Катерина-Ернестіна. Фірма «Болін і Ян» існувала до смерті Яна в 1836 році. У 1839 Карл Болін отримав звання придворного ювеліра, яке після його смерті залишилося за фірмою. Справу Боліна в різних містах продовжували його сини аж до Революції 1917 року.
| Ім'я                                | Роки життя | Життя та творчість |
| ----------------------------------- | ---------- | --- |
| Карл Едуард Болін                   | 1805—1864  | Прибув в Санкт-Петербург в 1831 році, в 1833 році почав працювати бухгалтером у Яна. Рік потому одружився з донькою покійного Ремплера і став співвласником фірми «Ян і Болін». У 1841 році виготовив для дружини Миколи I діадему "Російська красуня" з перлів і діамантів. Був оцінювачем Імператорського Кабінету Романових і був нагороджений золотими медалями на Аннінській і Володимирській стрічках. |
| Готтліб Ернст Ян                    | ? — 1836   | Продовжував справу Ремплера, разом з Карлом Едуардом Боліним був співвласником фірми «Ян і Болін». У 1831 році виготовив на замовлення Миколи I діамантове з опалами намисто, що обійшлося імператорові в 169 601 руб — рекордну до 1894 року суму. Намисто призначалося в дар імператриці Олександрі Федорівні. |
| Генріх (Андрій) Болін               | 1818—1888  | Брат Карла Едуарда. Приїхав до Росії 1836 року, протягом 16 років працював в сімейній фірмі в Санкт-Петербурзі. У 1852 році Боліни розширили своє сімейне справу на Москву. Андрій Болін спільно з англійцем Джеймсом Стюартом Шанкс заснував фірму «Англійська крамниця. Шанкс і Болін». Розвивали, перш за все, срібне виробництво. |
| Густав Оскар Фрідріх Болін          | 1844—1916  | Син Карла Едуарда. Після смерті батька — оцінювач Кабінету Його Величності, придворний ювелір. Отримав звання комерції радника в 1906 році. У 1912 році разом з братом Едуардом отримав почесне дворянство. |
| Вільгельм (Василь Андрійович) Болін | 1835—1924  | Син Генріха (Андрія) Боліна. Керував московською філією фірми. Магазин розташовувався на Кузнецькому мосту в будинку № 12, недалеко від магазину фірми К. Фаберже. Крім ювелірних виробів московською фірмою виготовлявся посуд і інше начиння в асортименті для широких верств покупців. Вільгельм Болін останнім з цієї родини отримав звання постачальника Імператорського двору в 1912 році. |
| Едуард Людвіг Болін                 | 1842—1926  | Син Карла Едуарда. Очолив фірму після смерті батька, як і брат, став оцінювачем Кабінету і придворним ювеліром. У 1871 році створив торговий дім «Болін К. Е.». В кінці XIX століття вважався поряд з Фрідріхом Кехлі, Карлом Фаберже одним з трьох провідних ювелірів Санкт-Петербурга і працював, комплектуючи ювелірне придане імператриці Олександри Федорівни. До весілля великої князівни Ольги Олександрівни виготовив декілька парюр з діамантів, смарагдів і рубінів. Отримав звання комерції радника в 1905 році. |